# ロートCキューブ
ロートCキューブはロート製薬が発売するコンタクトレンズ及び関連製品を集めた総合ブランドで、同社の登録商標（第4229105号ほか）である。

## 概要
「ロートCキューブ」は元々、コンタクトレンズケア用品のブランドとして、1995年11月7日に発売しているが、これまでのケア用品とは違い、基本ステップは「ベース・ソリューション」と「バイオドロップ」の2品のみ。また、製薬会社から発売していることもあり、1996年にコンタクトレンズ用目薬「ロートCキューブ（現在の「ロートCキューブm」）」を発売した。目薬の容器は当初、「ロートジーリセ（現・ロートリセb）」などに採用されていた小型のスクエア容器を採用していたが、2000年3月のリニューアルで卵型容器となった。この容器はアメリカ向けのROHTO VやROHTO Zi:にも使われている。また、2008年4月に「ロートCキューブ ダブルチャージ（現在の「ロートCキューブ プラス ダブルフィット」）」が発売された際には18mlの大容量容器も登場した。2000年3月には洗眼薬も発売された（なお、洗眼薬は2018年10月の製造終了をもって廃止される）。2022年3月にはコンタクトレンズが発売された。
このような経緯から、OTC医薬品・ケア用品・コンタクトレンズの複数のカテゴリーを扱っている。OTC医薬品ではないケア用品は薬局、薬店、ドラッグストアだけでなく、スーパーマーケット、ホームセンター、コンビニエンスストア、眼鏡・コンタクトレンズ専門店でも取り扱いがある。コンタクトレンズは高度管理医療機器のため専門店での取り扱いとなる。
「Clear（キレイに）」・「Care（やさしく）」・「Comfort（快適に）」。この3つのCをブランドスローガンに掲げている。

## 歴史
- 1995年11月 - 「ロートCキューブ」を新たに立ち上げ、ケア用品「ベース・ソリューション」、「バイオドロップ」発売。
- 1996年 - コンタクトレンズ向け目薬「ロートCキューブ」発売。
- 1997年
  - 4月 - こすり洗い洗浄液「レンズエステ」発売。
  - 11月 - ツイストミックス容器を採用したO2・ハードレンズ専用酵素洗浄保存液「オーツーワン」発売。
- 1998年
  - 3月 - O2・ハードコンタクトレンズ対応目薬では日本初となるクールタイプ「O2クール」発売。
  - 10月 - 煮沸消毒器「プログレッシブ・ステリライザー」とレンズケース「プログレッシブ・ベータ・ケース」発売。
  - 11月 - 「ベース・ソリューション」・「バイオドロップ」をリニューアル発売。「ベース・ソリューション」はコンドロイチン硫酸ナトリウムを配合。「バイオドロップ」は希望小売価格が値下げされた。
- 2000年
  - 3月
    - コンタクトレンズ用目薬「ロートCキューブ」改良。炭酸水素ナトリウムとコンドロイチン硫酸ナトリウムを配合。さらに、容器形状を従来の小型スクエアから卵型に変更され、内容量が増量（8ml→13ml）された。併せて、「O2クール」も容器・容量を変更するリニューアルが行われる。
    - 洗眼薬「ビタフラッシュ」、コンタクトレンズを触れる前に使う薬用クレンジングジェル「ハンド・ピュアライザー」発売。

  - 7月 - うるおいを持たせた目薬「モイスチャージ」発売。
  - 11月 - ソフトコンタクトレンズ専用消毒液「ロートCキューブセプト」発売。
  - 12月 - 洗眼薬「ビタフラッシュ」に携帯用ミニサイズである120ml入りを追加発売するとともに、既存品も80mL増量し、「ビタフラッシュa」としてリニューアル発売。
- 2001年3月 - すべてのコンタクトレンズに対応したクールタイプの目薬「クールチャージ」を発売。
- 2002年10月 - ソフトコンタクトレンズ用消毒液「ソフトワン」発売。
- 2003年11月 - 粘度の高い薬液と下向き洗眼を可能にする「ぷにょカップ」を採用した洗眼薬「モイスチャージ洗眼薬」発売。
- 2004年11月 - 日本初となるクールタイプのソフトコンタクトレンズ用消毒液「ソフトワンクール」発売。
- 2005年10月 - ソフトコンタクトレンズ用消毒液「ソフトワン」にHPMC（ヒドロキシプロピルメチルセルロース）を配合して粘度を高め、ワンタッチキャップも採用。内容量を300mlから500mlに大容量化して「ソフトワンモイス」としてリニューアル。同時に、「ソフトワンクール」も500mlに大容量化してリニューアル。
- 2006年
  - 4月 - 塩化カルシウムを配合し、防腐剤（ベンザルコニウム塩化物・パラベン）無添加処方とした目薬「アクアチャージα」を発売。同時に、「クールチャージα」・「モイスチャージα」・「アイスチャージα」も防腐剤無添加処方となりリニューアル。
  - 11月 - 洗眼薬「アミノチャージ洗眼薬a」・「クールチャージ洗眼薬a」にアルギン酸（粘稠剤）を配合するとともに大容量化（300ml→500ml）して「アミノモイスト」・「クールモイスト」としてリニューアル発売。
- 2007年
  - 4月 - 目薬全製品をリニューアル。特に、「モイスチャージi」はヒプロメロースを増量され、コンドロイチン硫酸ナトリウムを配合。「アクアチャージi」もヒプロメロースが配合されるとともに製品の粘調剤としてヒアルロン酸ナトリウムも配合された。
  - 8月 - コンタクトレンズ装着液「モイスクッションd」リニューアル発売。
  - 秋 - 「ソフトワンモイスト（「ソフトワンモイス」から改名）」・「ソフトワンクール」をリニューアル。「フィットボトル」と呼ばれるくびれが付いたボトル形状に変更される。
- 2008年4月 - コンタクトレンズ装着液としても使用可能な目薬「ダブルチャージ」を発売（本品には防腐剤無添加の記載がない）。
- 2009年
  - 4月 - 
    - 「ダブルチャージ」以外の目薬をリニューアル。パッケージデザインが変更されたほか、特に「クールチャージi」と「モイスチャージi」は処方強化も行い、ヒプロメロースと、添加物としてヒアルロン酸Na・ポロクサマーが配合された。
    - ソフトコンタクトレンズ用消毒液「ソフトワンモイストi/ソフトワンクールi」をリニューアル発売。製品の粘稠剤としてヒアルロン酸Naが配合され、付属のレンズケースも抗菌樹脂を練りこんだ抗菌タイプになった。同時にO2・ハードレンズ専用強力酵素洗浄保存液「オーツーワン」のパッケージデザインをリニューアル。
    - 洗眼薬（アミノモイスト・クールモイスト）のパッケージデザインをリニューアル。

  - 秋 - ソフトコンタクトレンズ用消毒液「ソフトワンモイストi/ソフトワンクールi」をリニューアル。レンズケースが改良され、キャップを紛失防止のためにケースと一体化したワンタッチタイプに変更され、さらにはキャップのつばに差し込んで乾燥できるように側面に凹部が追加された。なお、レンズケースのキャップに記してある「R」は当社のコーポレートロゴと同一フォントを用いている。
- 2010年
  - 5月 - コンタクト用目薬としては日本初となる抗ヒスタミン剤（クロルフェニラミンマレイン酸塩）を配合した「ロートCキューブ クリアフラッシュAL」を発売。
  - 7月 - 「ソフトワンモイストa/ソフトワンクールa」をリニューアル発売。
- 2012年3月 - 目薬4アイテム（Cキューブm・クール・モイスト・アイスクール）をリニューアル発売。塩化カリウム・塩化ナトリウム・塩化カルシウム水和物・炭酸水素ナトリウム（炭酸水素ナトリウムは「ロートCキューブm」のみ）を配合した「マルチミネラル処方」を採用（「Cキューブm」は塩化カリウムと塩化ナトリウムの配合バランスを変更(塩化カリウム0.08%→0.03%、塩化ナトリウム0.44%→0.49%)、「クール」・「モイスト」・「アイスクール」は塩化カルシウム水和物を配合し、「モイスト」と「アイスクール」はヒプロメロースの配合量を見直した(モイスト:0.4%→0.35%、アイスクール:0.20%→0.10%)）。「フリーアングルノズル」も採用された（リニューアルに伴い「防腐剤無添加」の表記がなくなった）。なお、4アイテムのリニューアルに合わせ、「クリアフラッシュAL」もパッケージデザインを変更しデザインを統一した。
- 2013年
  - 6月 - 目薬3アイテム（Cキューブm・クール・アイスクール）をリニューアル発売。白を基調としたパッケージデザインに変更され、パッケージ正面に記載した清涼感レベルは8段階に細分化（この為、クールは3→5、アイスクールは5→7に清涼感レベルを見直し）。アイスクールは希望小売価格を値下げした（本体価格 650円→550円）。
  - 7月 - 「オーツーワン」をリニューアル。透明ボトルに変更するとともに、開栓済を見た目で確認できるようにするため、開栓時に高さが縮み、一度開栓するとキャップがロックされる構造となった。
  - 10月 - 洗眼薬「アミノモイスト」・「クールモイスト」を仕様変更。アイカップをこれまでの「ぷにょカップ」から「イージーカップ」に変更された。
- 2014年4月 - 目薬のうち、「モイスト」・「クリアフラッシュAL」・「ダブルチャージ」を、大容量18mL入りの機能系ライン「ロートCキューブプラス」として再編し、「プラス モイスト」・「プラス ビタフレッシュ」・「プラス ダブルフィット」を発売。
- 2015年10月 - 「ソフトワン」にカラーコンタクトレンズ（サークルレンズ）用の小容量サイズ「ソフトワン カラーズ」を発売。
- 2016年3月 - ソフトコンタクトレンズ用消毒液「ハイドロワン」を発売。同時に、目薬3アイテム（Cキューブm・クール・アイスクール）の「デザインラベル企画品」を限定発売。
- 2018年6月 - 目薬3アイテム（Cキューブm・クール・アイスクール）の「美少女戦士セーラームーン限定Ver.」を数量限定で発売（なお、「ロートリセ」シリーズにも「美少女戦士セーラームーン限定Ver.」が設定されている）[1]。
- 2019年
  - 3月 - 「ロートCキューブ プラス」シリーズに替わる新シリーズ「ロートCキューブ プレミアム」シリーズを発売。
    - 「プレミアムクリア」は、従来の「プラス ビタフレッシュ」に配合されていたコンドロイチン硫酸エステルナトリウムの配合量を減らし（0.5%→0.1%）、コンタクト用目薬で初処方なるネオスチグミンメチル硫酸塩とビタミンA（レチノールパルミチン酸エステル）及びビタミンE（酪酸d-α-トコフェロール）、タウリンが配合された新処方となる。
    - 「プレミアムモイスチャー」は従来の「プラス モイスト」の処方をベースに塩化カルシウム水和物が省かれ、塩化カリウム、塩化ナトリウム、ヒプロメロースの配合バランスが変更（0.08%/0.44%/0.35% → 0.15%/0.25%）され、添加物（安定剤）としてゴマ油（セサミオイル）も配合された。
    - 「プレミアムフィット」は従来の「プラス ダブルフィット」の処方をベースにヒプロメロースの配合量を減らす（0.25%→0.15%）代わりに、有効成分としてモイストクッション成分のポビドンが追加配合された。

  - 12月 - 目薬3アイテム（Cキューブm・クール・アイスクール）の「刀剣乱舞-ONLINE-」モデルを数量限定で発売。Cキューブmは「加州清光Ver.」、クールは「三日月宗近Ver.」、アイスクールは「鶴丸国永Ver.」とそれぞれデザインが異なり、外箱だけでなく容器ラベルのデザインも変更されている[2]。
- 2021年
  - 3月 - 目薬の「刀剣乱舞-ONLINE-」モデルの第2弾として、「ロートCキューブ プレミアム」シリーズに設定し、数量限定で発売。プレミアムクリアは「山姥切国広ver.」、プレミアムモイスチャーは「膝丸ver.」、プレミアムフィットは「へし切長谷部ver.」となり、第1弾同様、外箱と容器ラベルのデザインが変更され、外箱は横開き仕様となる[3]。
  - 10月 - 目薬3アイテム（Cキューブm・クール・アイスクール）の「猫耳目薬企画品」を数量限定で発売。本品は2020年2月22日に公式Twitterアカウントに投稿された猫耳キャップを装着した目薬容器の試作品の画像が反響を受け、投稿から丸1年後に商品化に向けたプロジェクトが立ち上がり、一般公募の中から審査・投票を経てモデルとなる猫3匹を選定し、商品化したものである。また、「C」のロゴも耳と尾が付いた専用ロゴとなり、清涼感の表記もCキューブmは「しみニャいタイプ」、クールは「クールニャタイプ」、アイスクールは「強いクールニャタイプ」と表現が変えられている。なお、同年12月31日までの売上金額の1%を動物福祉活動を行う団体へ寄付される[4]。
- 2022年
  - 2月 - 目薬3アイテム（Cキューブa・クールa・アイスクールa）をリニューアル（同月中旬出荷分より切替）。約10年ぶりに処方が変更され、ヒプロメロースを有効成分から添加物に変更し、「Cキューブm」に配合されていたコンドロイチン流酸エステルナトリウムと炭酸水素ナトリウムを省く代わりに、3種類共通でタウリンを配合。また、塩化カルシウム水和物の配合量を倍増（0.005% → 0.01%）、クールaとアイスクールaは塩化カリウムと塩化ナトリウムの配合バランスが変更（0.08%/0.44% → 0.03%/0.49%）されたことで3種類の有効成分・配合量を統一化。添加物についても粘稠剤としてポビドンを配合するとともに、「防腐剤無添加」（ベンザルコニウム塩化物・パラベン無配合）となり、カラーコンタクト装用中でも点眼可能となった。パッケージについても容器表側のラベルが省かれ、外箱は環境配慮の素材に変えるとともに、ロート製薬が発売するレギュラー製品の目薬で初めて使用上の注意などの説明書きを箱の内側に記載することで添付文書がレス化されたエコ包装となった。POPシールはリニューアル当初限定で、半年後を目途に削減される。
  - 3月 - ブランド初のコンタクトレンズ（1日交換(単回使用)ソフトコンタクトレンズ）「Cキューブ ロート1dayフレッシュビュー エアリッチ」を発売。
  - 10月 - 「Cキューブ ロートフレッシュビュー」に2週間交換型の「Cキューブ ロート2weekフレッシュビューS」を追加発売。
- 2023年6月 - 「Cキューブ」の目薬内で最高レベルとなる清涼感レベルを"8+"とした「プレミアムアイスパーク」を発売（本製品はプラスチック量削減のため、目薬のベーシックシリーズ同様に表側のラベルを省いたラベルレス容器となり、箱の正面上部に特徴を記載することでPOPシールを無くしている）。

## 製品ラインナップ
なお、コンタクトレンズの「Cキューブ ロート1dayフレッシュビュー エアリッチ」はフロムアイズが選任製造販売業者となり、外国特例承認取得者である台湾のVisco Vision又はマレーシアのVisco Technologyにより製造。「Cキューブ ロート2weekフレッシュビューS」は台湾のベガビジョン コーポレーションが製造業者となり、グループ会社のロートニッテンが販売業者となる。

### 店舗限定品
- ロートCキューブ スピーディフィット【指定医薬部外品】 - 1回使い切りタイプのコンタクトレンズ装着液。医薬品ではないため、ファミリーマートの一部店舗で先行発売されている。

### 販売終了品
目薬
- ロートCキューブ
- ロートCキューブ O2クール
- ロートCキューブ クールチャージ
- ロートCキューブ モイスチャージ
- ロートCキューブ アイスチャージ
- ロートCキューブ アクアチャージα
- ロートCキューブ クールチャージα
- ロートCキューブ モイスチャージα
- ロートCキューブ アイスチャージα
- ロートCキューブ アクアチャージi（ロートCキューブmへ継承）
- ロートCキューブ クールチャージi（ロートCキューブ クールへ継承）
- ロートCキューブ モイスチャージi
- ロートCキューブ アイスチャージi（ロートCキューブ アイスクールへ継承）
- ロートCキューブ モイスト
- ロートCキューブ ダブルチャージ
- ロートCキューブ クリアフラッシュAL
- ロートCキューブ プラス ビタフレッシュ - 2019年3月をもって製造を終了し、「ロートCキューブ プレミアムクリア」へ継承
- ロートCキューブ プラス モイスト - 2019年3月をもって製造を終了し、「ロートCキューブ プレミアムモイスチャー」へ継承
- ロートCキューブ プラス ダブルフィット - 2019年3月をもって製造を終了し、「ロートCキューブ プレミアムフィット」へ継承

洗眼薬
- Cキューブ ビタフラッシュ（ロートビタフラッシュへ継承し、シリーズから独立）
- ロートCキューブ モイスチャージ洗眼薬
- ロートCキューブ アミノチャージ洗眼薬
- ロートCキューブ クールチャージ洗眼薬
- ロートCキューブ アミノチャージ洗眼薬a（ロートCキューブ アミノモイストへ継承）
- ロートCキューブ クールチャージ洗眼薬a（ロートCキューブ クールモイストへ継承）
- ロートCキューブ アミノモイスト - 2018年10月製造終了
- ロートCキューブ クールモイスト - 2018年10月製造終了

コンタクトレンズケア用品
- ロートCキューブ プログレッシブ・ステリライザー（ソフトコンタクトレンズ用煮沸消毒器。ベースソリューション、バイオドロップと併用する。）
- ロートCキューブセプト（エーオーセプトのOEM品。すすぎ液としてベースソリューションと併用する。）
- ロートCキューブ ソフトワン
- ロートCキューブ ソフトワンモイス
- ロートCキューブ ソフトワンクール（ロートCキューブ ソフトワンクールiへ継承）
- ロートCキューブ ソフトワンモイスト（ロートCキューブ ソフトワンモイストiへ継承）
- ロートCキューブ モイスクッションa（ロートCキューブ モイスクッションdへ継承）
- ロートCキューブ ペアセット（ベース・ソリューション120mlとバイオドロップのセット製品）
- ロートCキューブ レンズエステ - こすり洗い洗浄液。コンタクトレンズの状態に応じて普段のケアに加えて使う製品であった。2018年9月製造終了。
- ロートCキューブ ベース・ソリューション - 保存・すすぎ液。「バイオドロップ」と一緒に使用する製品であった。2021年1月製造終了。
- ロートCキューブ バイオドロップ - タンパク分解酵素洗浄液。「ベース・ソリューション」と一緒に使用する製品であった。2021年1月製造終了。

## CMキャラクター
- 内田有紀
- 深田恭子
- KAT-TUN
- 新垣結衣（2008年3月 - 2010年2月、2014年4月 - 2018年）
- 相武紗季
- KARA
- 吉岡里帆（2019年3月 - 2020年）[5]
- 福本莉子（2022年3月28日 - ）[6]